# Miss Universo 1964
Miss Universo 1964 fue ganado por Corinna «Kiriaki» Tsopei de Grecia. Se realizó en el Miami Beach Convention Hall en Miami Beach, Florida, Estados Unidos el 1 de agosto de 1964.

## Resultados
| Resultado Final    | Candidatas |
| ------------------ | --- |
| Miss Universo 1964 | - Grecia - Corinna Tsopei |
| Primera finalista  | - Inglaterra - Brenda Blackler |
| Segunda finalista  | - Israel - Ronit Rechtman |
| Tercera finalista  | - Suecia - Siv Åberg |
| Cuarta finalista   | - Taiwán - Lana Yu Yi |
| Top 10             | - Argentina - María Ramírez - Finlandia - Sirpa Wallenius - Francia - Edith Noël - Italia - Emanuela Stramana - Noruega - Jorunn Nystedt            |
| Top 15             | - Bolivia - Olga del Carpio - Brasil - Ângela Pereira - Paraguay - Miriam Brugada - Estados Unidos - Barbara Johnson - Venezuela - Mercedes Revenga |

## Candidatas
| - Alemania - Marina Kettler - Argentina - María Amalia Ramírez - Aruba - Lidia Lidwina Henriquez - Australia - Ria Lubyen - Austria - Gloria Mackh - Bahamas - Catherine Cartwright - Bélgica - Danièle Defrere - Bolivia - Olga Mónica del Carpio Oropeza - Brasil - Ângela Teresa Pereira Reis Vasconcelos - Canadá - Mary Lou Farrell - Ceilán - Annette Dona Kulatunga - Chile - Patricia Cristina Herrera Cigna - Colombia - Alba Virginia Ramírez Plaza - Corea - Shin Jung-hyun - Costa Rica - Dora Solé Gómez - Curazao - Iris Anette de Windt - Dinamarca - Yvonne Mortensen - Ecuador - Tanya Yela Klein Loffredo - Escocia - Wendy Barrie - España - María José Ulla Madronero - Estados Unidos - Barbara Joan "Bobbie" Johnson - Filipinas - Myrna Sese Panlilio - Finlandia - Sirpa Wallenius - Francia - Edith Noël - Gales - Marilyn Joy Samuel - Grecia - Corinna Tsopei - Granada - Christine Hughes - Guayana británica - Mary Rande Holl - Holanda - Henny Deul - Hong Kong - Mary Bai Wei-Ling | - India - Meher Castelino Mistri - Inglaterra - Brenda Blackler - Irlanda - Maurine Elizabeth Lecky - Islandia - Thelma Ingvarsdóttir - Israel - Ronit Rechtman - Italia - Emanuela Stramana - Jamaica - Beverly Elaine Berrie - Japón - Chizuko Matsumoto - Luxemburgo - Mariette Sophie Stephano - Malasia - Angela Filmer - Nigeria - Edna Park - Noruega - Jorunn Nystedt Barun - Nueva Zelanda - Lyndal Ursula Cruickshank - Panamá - Maritza Montilla Ríos - Paraguay - Miriam Riart Brugada - Perú - Miluska Vondrak Steel - Prefectura de Okinawa - Toyoko Uehara - Puerto Rico - Yolanda Rodríguez Machin - República Dominicana - Clara Edilia Chapuseaux Soñé - San Vicente - Stella Hadley - Sudáfrica - Gail Robinson - Suecia - Siv Märta Åberg - Suiza - Sandra Sulser - Surinam - Cynthia Ingrid Dijkstra - Taiwán - Lana Yi Yu - Trinidad y Tobago - Julia Merlene Laurence - Túnez - Claudine Younes - Turquía - Inci Duran - Uruguay - Delia Babiak Figueredo - Venezuela - Sonia Mercedes Revenga De La Rosa |

## Premios especiales
| - Simpatía: California, Jeanne Venables (from Miss USA section) - Fotogénica: Italia, Emanuela Stramana | - Mejor Traje Nacional: Holanda Henny Deul |